# Unione Sportiva Osimana 1982-1983
Questa voce raccoglie le informazioni riguardanti l'Unione Sportiva Osimana nelle competizioni ufficiali della stagione 1982-1983.

## Rosa
| N. |                   | Ruolo | Calciatore           |
| -- | ----------------- | ----- | -------------------- |
|    | Italia (bandiera) | D     | Luciano Arcangeletti |
|    | Italia (bandiera) | D     | Nazzario Baggiarini  |
|    | Italia (bandiera) | P     | Maurizio Carbonari   |
|    | Italia (bandiera) | C     | Marco Carlini        |
|    | Italia (bandiera) | D     | Angelo Carpineta     |
|    | Italia (bandiera) | C     | Fabio Castellani     |
|    | Italia (bandiera) | A     | Bruno Censori        |
|    | Italia (bandiera) | P     | Paolo Cimpiel        |
|    | Italia (bandiera) | C     | Marcello De Juliis   |
|    | Italia (bandiera) | C     | Pietro Ghetti        |

| N. |                   | Ruolo | Calciatore          |
| -- | ----------------- | ----- | ------------------- |
|    | Italia (bandiera) | D     | Alessandro Gualdani |
|    | Italia (bandiera) | C     | Paolo Michelini     |
|    | Italia (bandiera) | C     | Paolo Moresi        |
|    | Italia (bandiera) | A     | Francesco Moriconi  |
|    | Italia (bandiera) | D     | Fabrizio Paolini    |
|    | Italia (bandiera) | D     | Paolo Santini       |
|    | Italia (bandiera) | C     | Arduino Sigarini    |
|    | Italia (bandiera) | A     | Alessandro Susi     |
|    | Italia (bandiera) |       | Vignoni             |